# Färöischer Fußballpokal der Frauen 1995
Der Färöische Fußballpokal der Frauen 1995 fand zwischen dem 25. April und 17. August 1995 statt und wurde zum sechsten Mal ausgespielt. Im Endspiel, welches im Gundadalur-Stadion in Tórshavn auf Kunstrasen ausgetragen wurde, siegte Titelverteidiger B36 Tórshavn mit 2:1 gegen Sumba/VB und konnte den Pokal somit zum dritten Mal in Folge gewinnen.
B36 Tórshavn und Sumba/VB belegten in der Meisterschaft die Plätze zwei und sechs. Für B36 Tórshavn war es der vierte Sieg bei der vierten Finalteilnahme, für Sumba/VB die erste Finalteilnahme überhaupt.

## Teilnehmer
Teilnahmeberechtigt waren folgende zehn A-Mannschaften der ersten und zweiten Liga:
| 1. Deild                                                                                   | 2. Deild             |
| B36 Tórshavn EB Eiði HB Tórshavn ÍF Fuglafjørður KÍ Klaksvík NSÍ Runavík Skála ÍF Sumba/VB | FS Vágar LÍF Leirvík |

## Modus
Sechs ausgeloste Mannschaften waren für das Viertelfinale gesetzt. Die verbliebenen Teams spielten in einer Runde die restlichen beiden Teilnehmer aus. Alle Runden wurden im K.-o.-System ausgetragen.

## 1. Runde
Die Partien der 1. Runde fanden am 25. und 29. April statt.
|             | Ergebnis                  |                 |
| ----------- | ------------------------- | --------------- |
| EB Eiði     | 1 0:0 n. V. 1 (3:2 i. E.) | ÍF Fuglafjørður |
| KÍ Klaksvík | 2 1:3 n. V. (1:1, 1:0) 2  | Sumba/VB        |

## Viertelfinale
Die Viertelfinalpartien fanden am 30. April statt.
|             | Ergebnis  |              |
| ----------- | --------- | ------------ |
| FS Vágar    | 1 w/o 1   | Sumba/VB     |
| HB Tórshavn | 1:2 (0:0) | B36 Tórshavn |
| NSÍ Runavík | 2:1 (1:1) | LÍF Leirvík  |
| Skála ÍF    | 4:0 (2:0) | EB Eiði      |

## Halbfinale
Die Hinspiele im Halbfinale fanden am 2. und 30. Juni statt, die Rückspiele am 4. und 30. Juli.
|             | Gesamt |              | Hinspiel      | Rückspiel     |
| ----------- | ------ | ------------ | ------------- | ------------- |
| Skála ÍF    | 2:7    | B36 Tórshavn | 1 1:1 (0:1) 1 | 1 1:6 (0:2) 2 |
| NSÍ Runavík | 3:6    | Sumba/VB     | 3 2:3 (1:2) 3 | 4 1:3 (1:1) 4 |

## Finale
Das Spiel sollte ursprünglich am 23. August ausgetragen werden, wurde jedoch auf den 17. August vorgezogen.
| Paarung        | B36 Tórshavn – Sumba/VB |
| Ergebnis       | 2:1 (0:0) |
| Datum          | 17. August 1995 |
| Stadion        | Gundadalur, Tórshavn |
| Zuschauer      | 250 |
| Schiedsrichter | Nemus Napoleon Djurhuus (Tórshavn) |
| Tore           | 1:0 Eyðdis Reinert (58.) 1:1 Mary Krosslá (63.) 2:1 Súna Mørk (78.) |
| B36 Tórshavn   | Marjun Jógvansdóttir – Eyðdis Reinert (65. Eva Vang), Súna Mørk, Sólgerð Viderø, Durita Rouch, Brynhild Klein, Judith E. Joensen, Anja Rein , Inga F. Danberg (56. Rannvá av Húsabrúgv), Linda Hansen (90. Rakul N. Joensen), Sólvá Joensen |
| Sumba/VB       | Beinta Lisberg – Katrin Lisberg, Guðrun í Lágabø, Maureen Joensen, Jona Dahl, Sóley Holm Joensen , Bergtóra Nielsen, Daimi Kjærbo, Arnleyð Krosslá ( 85. Heidi Kjærbech), Súsanna Lisberg (71. Rannvá Augustinussen), Mary Krosslá          |

## Torschützenliste
Bei gleicher Anzahl von Treffern sind die Spielerinnen nach dem Nachnamen alphabetisch geordnet.
| Platz | Spieler              | Verein       | Tore |
| ----- | -------------------- | ------------ | ---- |
| 1     | Judith E. Joensen    | B36 Tórshavn | 05   |
| 2     | Rannvá Augustinussen | Sumba/VB     | 03   |
| 2     | Simona Hansen        | Skála ÍF     | 03   |
| 4     | Jona Dahl            | Sumba/VB     | 02   |
| 4     | Jónvør Hansen        | NSÍ Runavík  | 02   |
| 4     | Eyðdis Reinert       | B36 Tórshavn | 02   |
| 4     | Sonja R. Steinhólm   | NSÍ Runavík  | 02   |